# Lijst van Eurocommissarissen voor Ondernemerschap
De functie van Europees commissaris voor Ondernemerschap is sinds het aantreden van de commissie-Delors III (1993) een functie binnen de Europese Commissie. Sinds haar creatie heeft de functie diverse benamingen gekend. De term ondernemerschap (Engels: entrepreneurship; Frans: entrepreneuriat) wordt sinds het aantreden van de commissie-Juncker (2014) gebruikt. In de Commissie-Von der Leyen (2019-2024) viel het directoraat-generaal “Interne markt, industrie, ondernemerschap en midden- en kleinbedrijf”
onder de verantwoordelijkheid van de Commissaris voor de Interne Markt.

## Benamingen
- Ondernemingen (1993-95, 2004-14)
- Ondernemingenbeleid (1999-2004)
- Ondernemerschap (2014-)

## Commissarissen
|  | Naam                      | Lidstaat  | Nationale partij | Periode   | Commissies |
|  | ------------------------- | --------- | ---------------- | --------- | ---------- |
|  | Raniero Vanni d'Archirafi | Italië    |                  | 1993-1995 | Delors III |
|  | Geen commissaris          |           |                  | 1995-1999 | Santer     |
|  | Erkki Liikanen            | Finland   | SSP              | 1999-2004 | Prodi      |
|  | Olli Rehn                 | Finland   | Keskusta         | 2004      | Prodi      |
|  | Günter Verheugen          | Duitsland | SPD              | 2004-2010 | Barroso I  |
|  | Antonio Tajani            | Italië    | FI               | 2010-2014 | Barroso II |
|  | Ferdinando Nelli Feroci   | Italië    | Onafhankelijk    | 2014      | Barroso II |
|  | Elżbieta Bieńkowska       | Polen     | Burgerplatform   | 2014-2019 | Juncker    |